# Beaucoups of Blues (canción)
«Beaucoups of Blues» es una canción del músico británico Ringo Starr, publicada en el álbum homónimo (1970). La canción, compuesta por Buzz Rabin, fue también publicada como primer y único sencillo promocional del álbum el 5 de octubre de 1970 en Apple Records para el mercado estadounidense, donde alcanzó el puesto 87 en la lista Billboard Hot 100. El sencillo también fue publicado en varios países europeos, a excepción del Reino Unido.
La canción fue posteriormente recopilada en el álbum Blast From Your Past (1975).

## Posición en listas
| País           | Lista              | Posición |
| -------------- | ------------------ | -------- |
| Australia      | ARIA Singles Chart | 66       |
| Canadá         | RPM Top Singles    | 35       |
| Estados Unidos | Billboard Hot 100  | 87       |